# Велики корални гребен
Велики корални гребен је највећи корални гребен на свету. Гребен се налази у Коралном мору у близини обале Квинсленда на североистоку Аустралије. Простире се на дужини од преко од 2.300 km и површини од приближно 344.400 km2 (133.000 sq mi)., и може се видети из свемира. Велики корални гребен је велика група од око 900 острва и преко 3.000 гребена, који се углавном налазе на релативно малој удаљености од обале континента. Велики корални гребен се понекад назива највећим живим организмом на свету. У ствари, он је сачињен од милиона малих организама, углавном корала. Он подржава широку разноликост живота и дата му је дезигнација локације светске баштине 1981. године. Си-Ен-Ен га је означио као једно од седам природних чуда света. Национални труст Квинсленда је именовао велики гребен државном иконом Квинсленда.
Највећи део гребена је заштићен као морски парк Велики корални гребен, што помаже у ограничавању утицаја људске употребе, као што су рибарство и туризам. Други притисци на животну средину на гребену и његовом екосистему обухватају отицање, климатске промене праћене масовним коралним избељивањем, и цикличним популацијским епидемијама бодљикавих морских звезда. Према једној студији објављеној октобра 2012. у часопису Proceedings of the National Academy of Sciences, гребен је изгубио више од половине свог коралног покривача од 1985. Велики корални гребен је први пут постао познат Европљанима када се истраживач Џејмс Кук искрцао на њега 11. јуна, 1770. Велики корални гребен је био познат Абориџинима који су се населили на аустралијски континент пре 40.000 до 60.000. године. Најстарији делови гребена датирају од пре око 60.000 година. Велики гребен је важан део локалне културе и духовности.
Захваљујући веома великој биолошкој разноврсности, топлој чистој води и приступу са обале, гребен је популарно одредиште туриста, нарочито ронилаца. Многи градови дуж квинслендске обале нуде једнодневна путовања бродићима до гребена. Неколико приобалских острва претворено је туристичке центре. Гребен је посебно популарна дестинација за туристе у регионима Витсандеј острва и Кернс. Туризам је важна економска активност за регион, која генерише преко AUD$3 милијарди годишње. Новембра 2014, Гугл је лансирао Гуглов поглед подводне улице у 3Д Великог коралног гребена.
Марта 2016. један извештај је навео да је корално избељивање далеко раширеније него што се раније мислило, и да озбиљно утиче на северне делове гребена услед повишења океанске температуре. Октобра 2016. је часопис Outside објавио посмртницу за гребен; чланак је критикован као преран, као и због ометања напора да се подстакне отпорност гребена. Марта 2017, часопис Nature је објавио чланак у коме је показано да су огромне секције од по 800-километара у северном делу гребена изумрле током 2016. услед високих температура воде, догађај за који аутори наводе да је директна последица глобалног загревања.

## Геологија и географија
Велики корални гребен је посебна карактеристика поделе Источно аустралијских Кордиљера. Он обухвата мала Мари острва. Он се протеже од Торесовог пролаза (између Брамбл Кеја, свог најсевернијег острва, и јужне обале Папуе Ноеа Гвинеје) на северу до неименованог пролаза између Лејди Елиотовог острва (свог најјужнијег острва) и Фрејзеровог острва на југу. Лејди Елиотово острво је лоцирано 1915 km југоисточно од Брамбл Кеја.
Теорија тектонских плоча указује да се Аустралија кретала северно брзином од око 7 cm (2,8 in) годишње, почевши током кенозоика. Источна Аустралија је доживела период тектонског подизања, које је померило вододелницу у Квинсленду за 400 km ка унутрашњости. Такође током тог периода, Квинсленд је доживео вулканске ерупције које су довеле до развоја централних и штитних вулкана и базалтних протока. Неки од њих су постали висока острва. Након што је базен Коралног мора формиран, корални гребени су почели да расту у њему, али до пре око 25 милиона година, северни Квинсленд је још увек био у умереним водама јужно од тропика — сувише хладним за подршку коралног раста. Историја развоја великог коралног гребена је комплексна; након што је Квинсленд доспео у тропске воде, раст и опадање гребена је првенствено било зависно од промена нивоа мора.
Гребени се могу повећати у пречнику за 1 до 3 cm годишње, и расту вертикално у распону од 1 до 25 cm годишње; међутим они расту једино изнад дубине од 150 m услед њихове потребе за сунчевим светлом, и не могу да расту изнад нивоа мора. Када је Квинсленд прешао у тропске воде пре 24 милиона година, неки корали су расли, али се седиментарни режим брзо развио са ерозијом Великих разводних планина; чиме су креиране речне делте, глибови и турбидити, што су неповољни услови за корални раст. Пре 10 милиона година, ниво мора је знатно опао, што је додатно поспешило седиментацију. Претпоставља се да је подлога гребена морала да буде изграђена од седимената док њена ивица није било довољно удаљена да би суспендовани седименти инхибирали корални раст. Додатно, пре око 400.000 година дошло је до веома топлог интерглечерског периода са високим нивоима мора и променом температуре воде за 4 °C (7 °F).
Земљиште које је формирало подлогу садашњег Великог коралног гребена је била приобалска равница формирана од еродираних седимената Великих разводних планина са неким већим брдима (већина којих су и сама остаци старијих гребена или, у ређим случајевима, вулкана). Истраживачки центар гребена, Кооперативни истраживачки центар, је лоцирао депозите коралног скелетона који датирају од пре пола милиона година. Управа морског парка Великог коралног гребена (GBRMPA) сматра да је најстарија евиденција комплетне структуре гребена стара 600.000 година. Према GBRMPA, садашња жива структура гребена се верује да је почела да расте на старијој платформи пре око 20.000 година. Аустралијски институт за поморску науку подржава то становиште, стављајући почетак раста садашњег гребена у време последњег глечерског максимума. У то време, ниво мора је био 120 m нижи од данашњег.
Од пре 20.000 година до пре 6.000 година, ниво мора је стабилно растао широм света. Са његовим порастом, корали су могли да расту навише на ново потопљене поморске границе брда обалске равни. До пре око 13.000 година ниво мора је био само 60 m нижи од данашњег, и корали су почели да окружују брда обалске равни, која су до тада била континентална острва. Са даљим порастом нивоа мора већина континенталних острва је била потопљена. Корали су тада могли да надрасту потопљена брда, и да формирају садашње спрудове и гребене. Ниво мора није знатно порастао у задњих 6.000 година. CRC истраживачки центар гребена процењује старост садашње структуре живог гребена на око 6.000 до 8.000 година. Плитке воде гребена које се могу видети на ваздушним и сателитским снимцима покривају површину од око 20.679 km², највећи део (око 80%) чега је израстао поврх кречњачких платформи које су релици прошле (Плеистоценске) фазе раста гребена.
Остаци древних коралних гребена сличних Великом коралном гребену могу се наћи у Кимберлију у Западној Аустралији.
Област светске баштине Великог коралног гребена је подељена у 70 биорегиона, од којих су 30 биорегиони гребена. У северном делу Великог коралног гребена, тракасти гребени и делтни гребени су формирани; те структуре нису присутне у остатку система гребена. Систем не садржи атоле, и гребени везани за копнену масу су ретки.

## Еколошке претње

### Загађење воде и развој острва
На обали североисточне Аустралије нема већих река, изузев у време тропских поплава које изазиају циклони (урагани). Највећи градови су Кернс, Макај, Рокхемптон и индустријски град Гледстон. За разлику од већине гребена, Велики корални гребен је једини угрожен од индустријализованих подручја и подручја која се користе као пољопривредно земљиште и пашњаци.

### Глобално отопљавање и изумирање корала
Неки научници верују да је најзначајнија претња будућности Великог коралног гребена у садашњем стању као и других тропских екосистема коралних гребена у глобалном загревању. Већина корала на Велико коралном гребену живи на горњој граници температурне толеранције, што се огледа у избељивању корала, као што је то било 1998. и 2002. Тада је примећено да су, захваљујући сувише топлој води, корали прекинули фотосинтезу и изгубили боју, откривајући своје беле кречњачке скелете, и ако се вода за месец дана не би охладила корали су умирали. 
Глобално отопљавање је покренуло пропадање екосистема гребена широм тропа. Повећане глобалне температуре изазивају разорне тропске олује, али су гребени природно отпорни и могу се опоравити од нанете штете. Док неки верују да ће раст температуре изазвати даље одумирање корала, други наводе податке који показују да се глобална температура није променила више од један степен у врло дугом времену.

### Бодљикава морска звезда
Бодљикава морска звезда је природни непријатељ корала. Током године она полаже много јајашаца, омогућујући тако да ова врста преживи, попут скакаваца у пустињи. Верује се да се њен животни циклус продужује с опадањем квалитета воде на гребену, изазване претераним количинама хранљивих састојака са оближњих фарми. Од када научници посматрају промене у понашању морских звезда око 1/3 читавог система је угрожена од шездесетих година прошлог века. Податке о бодљикавим морским звездама сакупља Аустралијски институт за науку о мору . Такође, џиновски тритон, природни непријатељ морске звезде, претерано се лови јер је његова шкољка врло драгоцена за колекционаре. 

### Риболов
Риболов донесе Аустралији 400 милиона аустралијских долара годишње. Он запошљава много људи. Постоје три типа риболова::
- комерцијални
- рекреативни
- традиционални.

Поремећај ланца исхране изазван је неоправдано великим уловом кључних врста. Влада Квинсленда објавила је план лова на гребенима (који се примењује од 2003) с циљем да смањи годишњи комерцијални улов на ниво из 1996 и повећа минималну величину рибе.
До средине 2004. само 4,6% Великог коралног гребена је био заштићен од риболова. Сада се тај удео повећао на једну трећину. Главне последице риболова су:
- Претерани улов кључних врста (нпр. џиновски тритон)
- Загађење од бродова
- Случајан улов (врсте које не служе за исхрану, нпр. делфини, корњаче, морске краве)
- Оштећење гребена (сидра, мреже)

### Бродарство и нафта
Бродоломи су озбиљна брига јер кроз Велики корални гребен пролазе комерцијалне бродске руте. Захваљујући непажњи у последњих неколико година десила су се два бродолома великих бродова. Бродови такође избацују велике количине отпадака, а боја која штити од рђе труп брода је отровна. Такође, сумња се да је гребен налазиште нафте, јер има доста калцијум карбоната. Пре него што је стављен на списак места Светске баштине разматрана је могућност да се врше бушења ради откривања нафте и природног гаса. Иако бушења на гребену нема честе су појаве нафтних мрља.

## Управљање Великим коралним гребеном
Око два милиона туриста посети годишње Велики корални гребен. Иако је већина ових посета под строгом контролом, нека популарна подручја близу обале (као што је Зелено острво) претрпела су штете од туристичких активности. 
Аустралијска влада управља гребеном преко управе Морског парка Велики корални гребен у сарадњи с државом Квинсленд, да би била сигурна да се гребен правилно користи. Комбинација зона, управљачких планова, дозвола, едукације и стимулација (као што је дозвола за еко-туризам) користи се у напору да се заштити Велики корални гребен.
Велики корални гребен је стављен на списак места Светске баштине 1981. 1. јула 2004. Морски парк Велики корални гребен постао је највеће заштићено морско подручје на свету када се аустралијска влада повећала подручја заштићена од комерцијалне експлоатације (као што је риболов) са 4,6% на 33,3% укупне површине парка.

## Историја
Гребен је био узрок насукавања многих бродова током година. Брод Џејмса Кука „Ендевор“ (Endeavour) ударио је у гребен 1770. и претрпео знатну штету. Коначно је спасен тако што је брод олакшан што је могуће више и захваљујући надошлој плими. Један од најпознатијих био је бродолом брода „Пандора“ који се насукао 29. августа 1791. којом приликом је погинуло 35 особа. Музеј Квинсленда предводи археолошка ископавања „Пандоре“ од 1983.